# Piotr Łukasz Studziński
Piotr Łukasz Studziński (ur. 16 października 1826 w Krakowie, zm. 19 kwietnia 1869 tamże) – polski kompozytor, organista, dyrygent i pedagog muzyczny.

## Życiorys
Brat Karola i Wincentego. Był uczniem Wincentego Gorączkiewicza. Początkowo działał jako waltornista. W latach 1846–1857 uczył gry na instrumentach dętych blaszanych w szkole muzycznej przy Instytucie Technicznym w Krakowie. Po śmierci Gorączkiewicza w 1858 roku objął funkcję organisty katedry wawelskiej. Wykonywał tam utwory włoskich kompozytorów, m.in. msze Luigiego Cherubiniego.
Komponował wodewile, m.in. Chłopi arystokraci (wyst. Kraków 1849), Giermkowie króla Jana (wyst. Warszawa 1844) i Łobzowianie (wyst. Kraków 1854). Pisał ponadto utwory chóralne, pieśni, krakowiaki i mazurki.